# 凱氏半線二鬚魮
凱氏半線二鬚魮（学名：Hemigrammocapoeta kemali）为輻鰭魚綱鯉形目鲤科的其中一種，被IUCN列為極危保育類動物，分布於亞洲土耳其，棲息在濕地及湖泊。